# Octotemnus mindanaonus
Octotemnus mindanaonus es una especie de coleóptero de la familia Ciidae.

## Distribución geográfica
Habita en Filipinas.